# Anarhism creștin

Simbolul Anarhismului creştin

Anarhismul creștin e echivalentul social al anarhismului, ca fiind un curent anarhist bine definit, însă cu implicații spirituale.
Se bazează pe învățătura lui Iisus Christos, luată în serios în mod radical, și aplicată de asemenea cu privire la organizarea socială și libertară a ființei omenești.
Anarhismul creștin se întemeiază, din punct de vedere social, pe "revoluția personală", prin schimbarea de sine a fiecărui individ și prin aplicarea principiilor anarhiste și creștine în prezent, și nu în așteptarea serii celei mari. Din punct de vedere creștin, anarhismul creștin se întemeiază pe o legătură personală și directă cu Iisus Christos. Pentru creștin Dumnezeu e tată, și nu stăpân, iar creștinul se consideră fiu adoptiv al lui Dumnezeu, și nu sclav. În anarhismul creștin, aceasta se cheamă schimbare de dialectică. Creștinul anarhist crede în viața veșnică, dar nu așteaptă parusia cu mâinile în sân.

## Teologie
Prima scriere creștină cu idei anarhiste a fost Regula monahală a sfântului Benedict de Nursia. Călugării benedictini trăiau la început după un mod de viață ce ar putea fi încadrat ușor în mai multe curente anarhiste contemporane.
În Reforma protestantă se poate afla ideea - chiar dacă aceasta nu e anarhistă în mod direct - conform căreia credinciosul trebuie să aibă o relație directă cu Dumnezeu, precum și voința de a pune în practică principiile creștine nu numai în vederea vieții viitoare, ci pentru viața de toate zilele.
În primele secole creștine a apărut erezia monarhismului, potrivit căreia în Sfânta Treime creștină, Tatăl ar fi superior Fiului și Duhului Sfânt. Părinții Bisericii s-au împotrivit zicând că cele trei persoane ale Treimii ar fi egale, fără ca vreuna să le guverneze pe celelalte. Astfel, dacă - după Biblie- Dumnezeu l-a făcut pe om după chipul său, atunci omul ar avea înnăscut anarhismul.
Noul Legământ, în cartea Faptele apostolilor, descrie cum primii creștini trăiau o viață în care nimeni nu era nici sărac, nici bogat, și unde toți erau egali, iar viața de zi cu zi se baza pe mutualitate.
Voind să trăiască aceeași experiență a originilor, mișcarea anabaptistă trăia în Germania veacului XV după un model anarhist. Unii trăiau în obști care nu aveau de-a face cu guvernământul din timpul respectiv.
Mormonii, la început, trăiau ca anabaptiștii. Cel mai recent, comunitatea Fericirilor - mișcare romano-catolică de obârșie francofonă - trăiește tot după un principiu asemănător. Totuși, nici unul din aceste mișcări sau denominațiuni nu se revendică anarhistă.

## Gânditori
Mai multe persoane au cugetat și scris despre anarhismul creștin. Cei mai mulți au încercat să trăiască evanghelia în anarhism în viața concretă, și nu au lăsat multe lucruri scrise, fără numai ceva articole de ziar, care s-au pierdut.
Poate fi interesant a vedea cum aceiași gânditori au lucrat și la ceea ce numim astăzi ecologia politică, precum și într-o criticare a tehnicii și a înstrăinării legate de ideea de progres. Așa s-a petrecut cu preotul catolic Ivan Illich și cu teologul reformat Jacques Ellul. Pe de altă parte, Ammon Hennacy a încercat să-și articuleze gândirea pe acțiunea concretă, pentru a ajunge la o lume mai dreaptă.

### Lev Tolstoi
Lev Tolstoi e un scriitor creștin rus, conoscut pentru faptul că a redactat principii anarhiste, la care a ajuns datorită credinței. De altfel, nici nu se autonumea anarhist. A scris cărțile Împărăția lui Dumnezeu e înlăuntrul vostru, precum și Părintele Serghei, cărți în care expune o filosofie destul de asemănătoare celei a lui Bacunin cu o critică a statului, a capitalismului, a exploatării, precum și denunțarea clerului și a fățărniciei Bisericii instituționalizate. Lev Tolstoi își exprimă dorința de a întemeia o societate pe principii lipsite de violență, și s-a străduit să aplice aceste principii în viața sa de toate zilele.
Și-a împărțit anii bătrâneții sale între agricultură și educarea aproapelui, fără legătură cu statul sau cu economia, ceea ce reprezenta pentru el idealul.

### Jacques Ellul
Jacques Ellul (1912 - 1994) a fost un sociolog și teolog francez, cunoscut datorită criticii sale față de "societatea tehniciană", care, pentru el, pretindea a face parte dintr-un alt domeniu decât morala, dar prin aceasta crea o altă morală.
A scris Scufundarea Creștinismului, carte în care critică "erezia constantiniană" (alianța dintre biserică și stat, sub Constantin cel Mare), și consecințele nefaste ale acesteia. Jacques Ellul tindea spre un creștinism social, în care nu se mai vorbește de "a da săracilor ceva din prisosul tău", ci de a pune totul în comun, ca primii creștini, într-o nouă comunitate omenească creștină neclericalistă.

### Francofone
- http://www.ellul.org
- http://www.benohasopher.info Arhivat în 8 septembrie 2022, la Wayback Machine.
- http://www.nouvellescles.com/Itineraire/Anar_Russe.htm

### Anglofone
- http://www.jesusradicals.org
- http://www.catholicworker.org/
- http://www.ellul.org/
- http://www.radicalchrist.com/ Arhivat în 17 august 2005, la Wayback Machine.